# 사용-정의 체인
컴퓨터 과학 내에서 사용-정의 체인 ( UD Chain )은 변수의 사용인 U와 해당 변수의 다른 정의의 개입없이, 그 사용에 접근 가능한, 모든 정의인 D로 구성된 데이터 구조이다.  UD 체인은 일반적으로 어떤 값을 변수에 할당하는 것을 의미한다.
UD Chain 의 대응되는 개념으로 정의-사용 체인 ( DU Chain )이 있다. 이것은 변수의 정의인 D와 다른 정의의 개입없이, 그 정의에서 도달할 수 있는 모든 사용인 U로 구성된다.
UD 및 DU Chain은 모두 데이터 흐름 분석으로 알려진 정적 코드 분석 형식을 사용하여 생성된다. 프로그램 또는 하위 프로그램에 대한 사용-정의 및 정의-사용 체인을 파악하는 것은 상수 전파 및 공통 하위 표현식 제거를 포함하여 많은 컴파일러 최적화의 전제 조건이다.

## 목적
사용-정의 또는 정의-사용 체인을 만드는 것은, 모든 변수의 논리적인 표현이 코드를 통해 식별되고 추적될 수 있도록 하는 변수 유효성 분석의 첫 단계이다.

다음의 코드를 보자.
```
 
int
 
x
 
=
 
0
;
    
/* A */

 
x
 
=
 
x
 
+
 
y
;
    
/* B */

 
/* 1, x 의 사용 */

 
x
 
=
 
35
;
       
/* C */

 
/* 2, x 의 또다른 사용*/

```

x 의 값이 위 코드의 A, B, C 총 세 지점에서 할당되고 있다. 위의 코드 중 '1'로 표현된 지점에서는 사용-정의 체인이 x 의 값이 B에서 왔다고 표시해야한다. (또한, 그 값은 다시 A로부터 왔음을 표시해야 함.) 그러나 반대로, '2' 지점에서의 x 는 새로운 값을 할당받고 있지만, 그것은 앞서 '1'지점과 그 이전의 모든 코드의 x 와는 독립적인 값을 할당받고 있다. 그로므로 지금의 x 는 이전과는 완전히 다른 변수라고 볼 수 있다. 그것을 이제 x2 라고 부르자.
```
 
int
 
x
 
=
 
0
;
    
/* A */

 
x
 
=
 
x
 
+
 
y
;
    
/* B */

 
/* 1, x 의 사용 */

 
int
 
x2
 
=
 
35
;
       
/* C */

 
/* 2, x2 의 사용*/

```

x를 이렇게 두 개의 다른 변수로 분리하는 것을, 유효 범위 분리(live range splitting) 라고 한다. 정적 단일 할당 형식(static single assignment form)도 참고할 것.

## 사전 설명
Statements의 목록은 Statements사이에 엄격한 순서를 정의한다.
(역주 : statements는 간단히 코드 한 줄이라고 이해해도 좋다.)
- Statements는 {\displaystyle s(i)}로 표현된다. 여기서 i는 1과 n 사이의 정수이고, n은 basic block에 포함된 Statements의 개수이다.
- 변수는 이탤릭체로 표현된다(예: v, u 및 t ).
- 모든 변수는 컨텍스트 또는 스코프내에 정의가 있다고 가정한다. ( 정적 단일 할당 형식에서는 각 체인에는 단일 요소가 포함되어 있으므로 use-define 체인이 명확하게 나타난다.)

v 와 같은 변수의 선언은 V (이탤릭체 대문자)로 표현되며, 또한 선언은 {\displaystyle s(0)}로 간단히 표현되기도 한다. 일반적으로 변수 선언은 외부 범위(예: 전역 변수 )에 있을 수 있다.

### 변수의 정의
{\displaystyle s(j)}인 대입 연산의 statements 에서, 변수 v가 등호('=')의 왼쪽에 존재하는 경우, {\displaystyle s(j)}를 v의 정의라고 한다. 모든 변수는 최소한 한번의 정의를 가진다. (또는 초기화)

### 변수 사용
{\displaystyle s(j)}의 statements에서 변수 v가 statements의 오른쪽 매개변수(RHS)로서 존재한다고 하자.
i < j 이고 {\displaystyle \min(j-i)} 인 i에 대해, {\displaystyle s(i)}가 v의 정의라면, {\displaystyle s(j)}는 v의 사용이다.
(단순히, 어떤 변수 v가 {\displaystyle s(j)}에서 statement의 오른쪽 매개변수라면, {\displaystyle s(j)}에서 v가 사용되었다고 한다.)
여러 statements가 연속적으로 실행된다고 해보자. 이때 {\displaystyle s(i)}와 {\displaystyle s(j)} statement들 간에서 어떤 일이 이루어질지 관찰해보자.
- {\displaystyle s(i)}에서 정의가 되었다고 하자. 그러면 i < j일때, j에서는 아직 유효하다고 할 수 있어요, 또 k >= j 인 statement인, {\displaystyle s(k)}가 존재한다고도 해보자. 또, 다시 {\displaystyle s(i)}의 순간에 살아있는 모든 정의를 {\displaystyle A(i)}라고 하자. 또, 이 모든 정의의 개수는 {\displaystyle |A(i)|}라고 나타낼 수도 있다. ({\displaystyle A(i)}는 간단하지만, 아주 중요한 개념이다. 이론적으로나 실용적인 측면에서나, 공간 복잡도 이론, 복잡도 접근(I/O 복잡도), 레지스터 할당, 그리고 캐시 로컬리티활용이 모두 {\displaystyle A(i)}를 기반으로 한다.)
- 정의하는 statement인 {\displaystyle s(i)} 는 같은 변수에 대해 정의된 모든 {\displaystyle s(k)}를 죽인다. (k < i)

## 정의-사용 체인의 예시
이 예제는 gcd(최대공약수)를 찾는 Java 알고리즘이다. (어떻게 이 함수가 동작하는 지는 알 필요는 없다.)
```
/**

 * @매개 변수인 a, b는 공약수를 찾으려고 하는 두 숫자들임

 * @반환 값은 a와 b의 최대 공약수임

 */

int
 
gcd
(
int
 
a
,
 
int
 
b
)
 
{

    
int
 
c
 
=
 
a
;

    
int
 
d
 
=
 
b
;

    
if
 
(
c
 
==
 
0
)

        
return
 
d
;

    
while
 
(
d
 
!=
 
0
)
 
{

        
if
 
(
c
 
>
 
d
)

            
c
 
=
 
c
 
-
 
d
;

        
else

            
d
 
=
 
d
 
-
 
c
;

    
}

    
return
 
c
;

}

```

변수 d에 대한 모든 정의-사용 체인들을 찾기 위하여 아래의 단계들을 거친다.
1. 변수가 언제 처음 정의되었는지 찾는다 (쓰기 접근).
이 예제에서는 7번 줄의 "d = b"가 된다.
2. 해당 변수를 처음으로 읽었을 때를 찾는다 (읽기 접근).
이 예제에서는 9번 줄의 "return d"가 된다.
3. 1번과 2번에서 찾은 정보를 토대로, 정의-사용 체인에 다음의 형식으로 해당 정보를 저장한다. : [체인을 만들고자 하는 변수의 이름, 변수의 첫 쓰기, 변수의 첫 읽기]
이 예제에서는 다음과 같다. : [d, d=b, return d]

읽기 접근과 쓰기 접근을 서로 짝짓는 방법으로, 위의 단계를 계속해서 반복한다. (그러나 반대의 경우는 하지 않는다.)

이 예제에서 그 결과는 아래와 같다.
```
 
[
d
,
 
d
=
b
,
 
return
 
d
]

 
[
d
,
 
d
=
b
,
 
while
(
d
!=
0
)]

 
[
d
,
 
d
=
b
,
 
if
(
c
>
d
)]

 
[
d
,
 
d
=
b
,
 
c
=
c
-
d
]

 
[
d
,
 
d
=
b
,
 
d
=
d
-
c
]

 
[
d
,
 
d
=
d
-
c
,
 
while
(
d
!=
0
)]

 
[
d
,
 
d
=
d
-
c
,
 
if
(
c
>
d
)]

 
[
d
,
 
d
=
d
-
c
,
 
c
=
c
-
d
]

 
[
d
,
 
d
=
d
-
c
,
 
d
=
d
-
c
]

```

변수가 시간에 따라 변경되는 경우 주의해야 한다.
위 예제에서, 소스 코드의 7행에서 13행까지, d는 변경되거나 재정의 되지 않는다. 그러나 14행에서 d가 재정의된다. 이것이 이 쓰기 접근을 d가 접근가능한 모든 읽기 접근들에 다시 결합해야 하는 이유이다.
위 상황에서, 10행 이후의 코드만 관련이 있다. 예를 들어 7번 줄의 코드는 다시는 접근될 수 없다. 이해를 돕기 위해 d 변수를 두 개로 분리해볼 수 있다. 
```
 
[
d1
,
 
d1
=
b
,
 
return
 
d1
]

 
[
d1
,
 
d1
=
b
,
 
while
(
d1
!=
0
)]

 
[
d1
,
 
d1
=
b
,
 
if
(
c
>
d1
)]

 
[
d1
,
 
d1
=
b
,
 
c
=
c
-
d1
]

 
[
d1
,
 
d1
=
b
,
 
d1
=
d1
-
c
]

 
[
d2
,
 
d2
=
d2
-
c
,
 
while
(
d2
!=
0
)]

 
[
d2
,
 
d2
=
d2
-
c
,
 
if
(
c
>
d2
)]

 
[
d2
,
 
d2
=
d2
-
c
,
 
c
=
c
-
d2
]

 
[
d2
,
 
d2
=
d2
-
c
,
 
d2
=
d2
-
c
]

```

결과적으로 d1을 b로 대체하면 아래와 같은 코드를 얻을 수 있다. 
```
/**

 * @매개 변수인 a, b는 공약수를 찾으려고 하는 두 숫자들임

 * @반환 값은 a와 b의 최대 공약수임

 **/

int
 
gcd
(
int
 
a
,
 
int
 
b
)
 
{

    
int
 
c
 
=
 
a
;

    
int
 
d
;

    
if
 
(
c
 
==
 
0
)

        
return
 
b
;

    
if
 
(
b
 
!=
 
0
)
 
{

        
if
 
(
c
 
>
 
b
)
 
{

            
c
 
=
 
c
 
-
 
b
;

            
d
 
=
 
b
;

        
}

        
else

            
d
 
=
 
b
 
-
 
c
;

        
while
 
(
d
 
!=
 
0
)
 
{

            
if
 
(
c
 
>
 
d
)

                
c
 
=
 
c
 
-
 
d
;

            
else

                
d
 
=
 
d
 
-
 
c
;

        
}

    
}

    
return
 
c
;

}

```

## 사용-정의 체인을 구축하는 방법
1. statement {\displaystyle s(0)}에 정의들을 위치시킨다.
2. 1과 n사이의 i 중에서, statement {\displaystyle s(i)}내에 사용을 가진 유효한 정의를 찾는다.
3. 정의와 사용을 서로 연결한다.
4. {\displaystyle s(i)}를 정의 statement로 설정한다.
5. 이전의 모든 정의들을 죽인다.

이 알고리즘을 사용하면 두 가지 것들이 성취된다.
1. DAG( Directed Acyclic Graph )가 변수의 사용과 정의 간에서 만들어진다. DAG는 statement간의 부분 순서 (따라서 명령문 간의 병렬성)뿐만 아니라, 데이터의 종속성까지도 특정할 수 있게 된다.
2. statement {\displaystyle s(i)}가 도달되는 경우에, 유효 변수의 할당 목록이 존재하게 된다. 만약 오직 하나의 유효한 할당만이 존재한다면, 상수 전파가 사용될 수 있다.